# زورا (أونتاريو)
زورا، أونتاريو (بالإنجليزية: Zorra)‏ هي مدينة كندية تقع في مقاطعة أونتاريو. تبلغ مساحة هذه المدينة 528.7761 (كم²)، ويبلغ عدد سكانها 8125 نسمة حسب إحصاء سنة 2006 م، بينما كان يسكنها 8052 نسمة في سنة 2001 م. تحتل هذه المدينة المرتبة رقم 453 بين مدن كندا حسب عدد السكان والمرتبة رقم 168 في المقاطعة. نما عدد السكان في هذه المدينة بنسبة (0.9) بين العامين المذكورين.

## أعلام
- ويليس بلير
- كلارك موراي
- هنري جون كودي
- ويليام جون بلير
- جيمس ك. أ. سميث

## وصلات خارجية
- الأطلس الحكومي لكندا
- إحصاءات كندا مع ساعة تعداد السكان